# Bildstock bei der Heiligenblutkirche

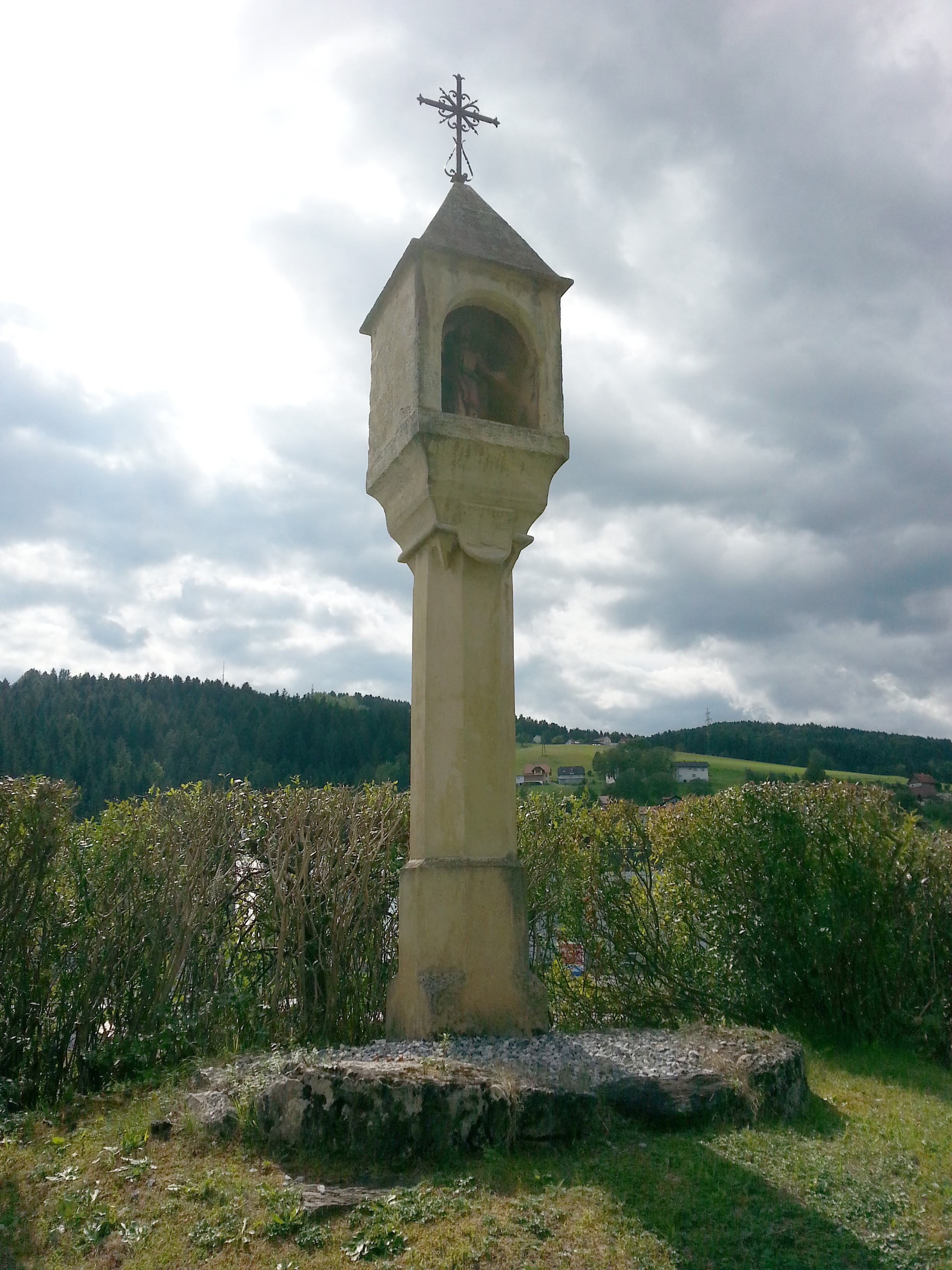
Der Bildstock bei der Heiligenblutkirche in Voitsberg – im September 2013

Der Bildstock bei der Heiligenblutkirche befindet sich in der Stadt Voitsberg im Bezirk Voitsberg in der Weststeiermark (Österreich). Die Ursprünge des Bildstocks gehen vermutlich bis auf die Mitte des 16. Jahrhunderts zurück. Der Bildstock steht unter Denkmalschutz.

## Standort
Der Bildstock steht auf einen kleinen Hügel einige Meter südlich der Josef-Radkohl-Straße und etwas südwestlich der Heiligenblutkirche.

## Geschichte
Die Form des Bildstockes lässt darauf schließen, dass er aus der Zeit um 1550 stammen dürfte. Ein gesicherter Nachweis stammt allerdings erst aus den Jahren 1681/82. Ursprünglich befand sich in der Nische des Bildstockes eine Papstfigur, welche jedoch um 1970 gestohlen wurde. Renovierungen des Bildstockes erfolgten in den Jahren 1975 sowie 2002. Während der letzten Renovierungsarbeiten wurde auch eine neue Heiligenfigur in den Bildstock verbracht und der obere Teil so gedreht das die Nische von der Straße aus einsehbar ist.

## Beschreibung
Der steinerne, spätgotische Bildstock hat einen achtseitigen Fuß und weist unter der Nische ein gemeißeltes Wappen der Stadt Voitsberg auf. In der Nische steht eine im Jahr 2002 von Michael Koschir gestaltete Statue des heiligen Dismas.

## Sagen
Laut einer Sage soll im Hügel unter dem Bildstock ein goldenes Reh vergraben sein. Eine andere Sage besagt das die Stadt Voitsberg einst viel größer war und das der Bildstock die Stelle markiere an welcher vor dem Ausbruch der Pest die Stadtgrenze verlief.